# ليوسين
ليوسين (يختصر Leu أو L) حمض أميني متفرع صيغته الكيميائية HO2CCH(NH2)CH2CH(CH3)2 هو أحد الأحماض الأمينية الأساسية، والتي لا يصنعها جسم الإنسان. شفرته الجينية هي UUA,UUG,CUU,CUC,CUA,CUG. وبوجود السلسلة الهيدروكربونية الجانبية يصنف الليوسين ضمن الأحماض الأمينية الكارهة للماء. ترتبط مجموعة ايزوبيوتيل، ويعتبر الليوسين مكوناً أساسياً للوحدات الثانوية في الفيريتين والأستاسين وغيرها من بروتينات بفر.